# Paris–Roubaix 1996

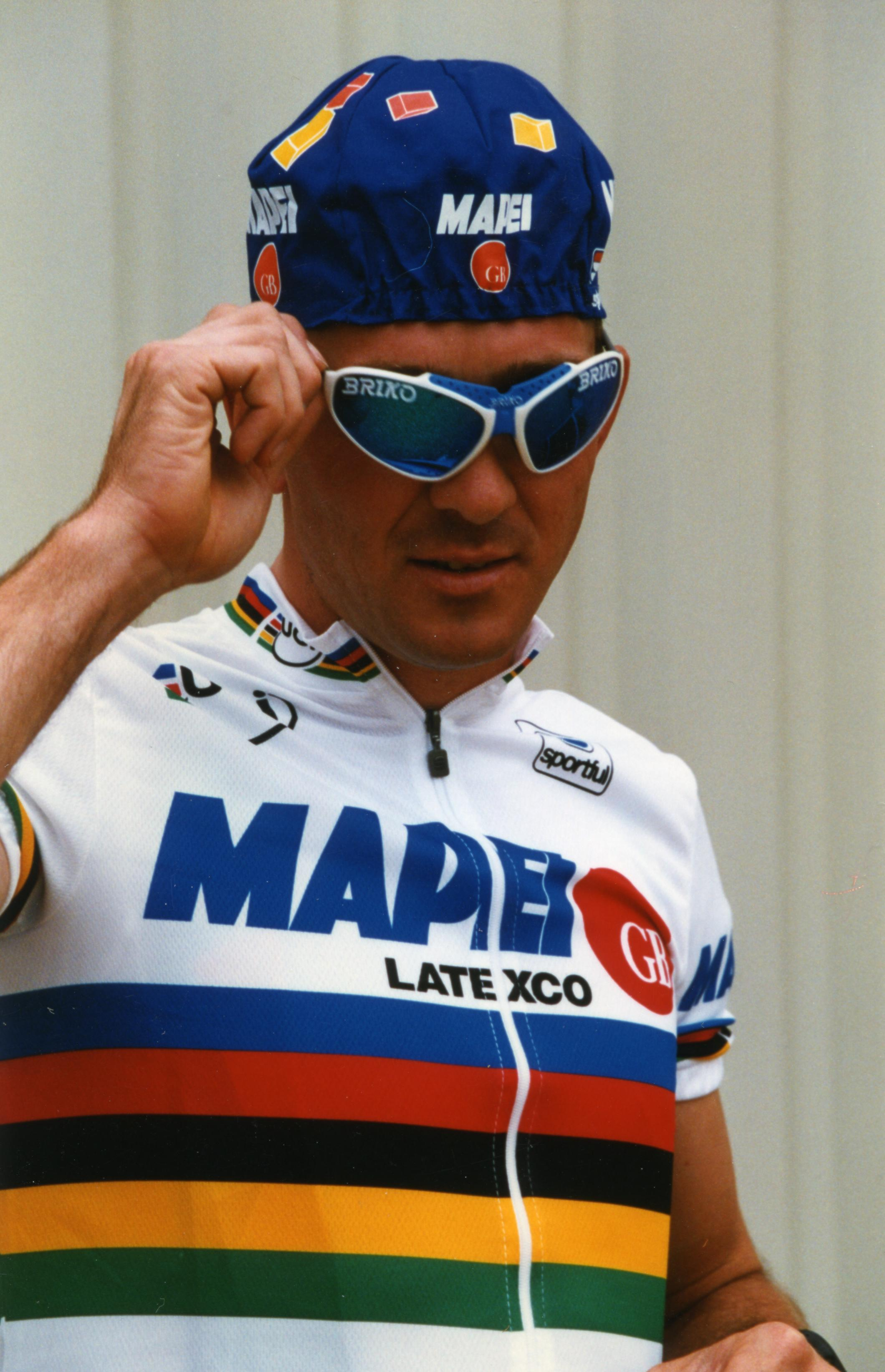
Johan Museeuw (1997)

Das Eintagesrennen Paris–Roubaix 1996 war die 94. Austragung des Radsportklassikers und fand am Sonntag, den 14. April 1996, statt.
Beim Jubiläum feierte das Radsportteam Mapei mit dem Triple den vielleicht berühmtesten Sieg seiner Geschichte. Die Mannschaftskameraden Johan Museeuw, Gianluca Bortolami und Andrea Tafi attackierten gemeinsam auf der elften Pavé-Sektion, über 80 km vor dem Ziel und erarbeiteten sich im Stil eines Dreier-Mannschaftszeitfahrens einen Vorsprung von 2:38 Minuten auf den viertplatzierten Stefano Zanini heraus. Auf der Radrennbahn von Roubaix verzichteten die Fahrer auf einen Sprint und fuhren in Formation über die Ziellinie. Der Mapei-Sportdirektor Patrick Lefevere hatte die Reihenfolge zuvor, nach telefonischer Absprache mit Inhaber Giorgio Squinzi, festgelegt. Ein vierter Mapei-Fahrer, Franco Ballerini, wurde trotz mehrerer Reifenschäden kurz vor dem Ziel Fünfter.